# 산업로 (구례 남원)
산업로(Saneop-ro)는 전라남도 구례군 문척면 구례교와 전북특별자치도 남원시 광치동 광치 교차로를 잇는 도로이다.

## 역사
- 1998년 4월 28일 : 전라남도 순천시 황전면 선변리 ~ 전라북도 남원시 고죽동 36.26km 구간 개통[1]
- 1998년 4월 28일 : 남원시 도통동 ~ 광치동 6.86km 구간 개통[2]
- 2009년 7월 10일 : 2개 이상 시·도에 걸쳐 있는 도로로 산업로를 고시[3]

## 주요 경유지
전라남도
- 구례군 (문척면 · 구례읍 · 마산면 · 광의면 ·산동면)

전북특별자치도
- 남원시 (주천면 · 이백면 · 광치동)

## 노선
| 이름                     | 접속 노선                                                       | 소재지                               | 소재지                                                       | 비고                                                       |
| 순천로와 직결            | 순천로와 직결                                                   | 순천로와 직결                        | 순천로와 직결                                                | 순천로와 직결                                              |
| ------------------------ | --------------------------------------------------------------- | ------------------------------------ | ------------------------------------------------------------ | ---------------------------------------------------------- |
| 구례1교                  |                                                                 | 구례군                               | 문척면                                                       | 국도 제17호선 구간                                         |
| 구례1교                  | 구례읍                                                          | 구례군                               |                                                              | 국도 제17호선 구간                                         |
| 산정교                   |                                                                 | 구례군                               |                                                              | 국도 제17호선 구간                                         |
| 문척 교차로 (봉서교)     | 지방도 제861호선 (수달생태로)                                   | 구례군                               |                                                              | 국도 제17호선 구간                                         |
| 봉서2교                  |                                                                 | 구례군                               |                                                              | 국도 제17호선 구간                                         |
| 서시1교                  |                                                                 | 구례군                               |                                                              | 국도 제17호선 구간                                         |
| 마산면                   |                                                                 | 구례군                               |                                                              | 국도 제17호선 구간                                         |
| 냉천 교차로              | 국도 제17호선 국도 제18호선 (구례로) 국도 제19호선 (섬진강대로) | 구례군                               | 국도 제17호선 구간 국도 제19호선 구간                        |                                                            |
| 냉천교                   |                                                                 | 구례군                               | 국도 제19호선 구간                                           |                                                            |
| 어덕촌삼거리             | 지방도 제861호선 (케이비에스중계소로)                           | 구례군                               | 국도 제19호선 구간 남원 방면 진출만 가능                     |                                                            |
| 지천교                   |                                                                 | 구례군                               | 국도 제19호선 구간                                           |                                                            |
| 광의사거리               | 지방도 제861호선 (매천로)                                       | 구례군                               | 국도 제19호선 구간 지방도 제861호선 구간                     |                                                            |
| 서시2교                  |                                                                 | 구례군                               | 국도 제19호선 구간 지방도 제861호선 구간                     |                                                            |
| 용방면                   |                                                                 | 구례군                               | 국도 제19호선 구간 지방도 제861호선 구간                     |                                                            |
| 용방 교차로 (중방교)     | 선원길                                                          | 구례군                               | 국도 제19호선 구간 지방도 제861호선 구간                     |                                                            |
| 신도교                   |                                                                 | 구례군                               | 국도 제19호선 구간 지방도 제861호선 구간                     |                                                            |
| 구례화엄사 나들목        | 27호선 순천완주고속도로                                         | 구례군                               | 국도 제19호선 구간 지방도 제861호선 구간                     |                                                            |
| 쑤악재(생태통로)         |                                                                 | 구례군                               | 국도 제19호선 구간 지방도 제861호선 구간                     |                                                            |
| 산동면                   |                                                                 | 구례군                               | 국도 제19호선 구간 지방도 제861호선 구간                     |                                                            |
| 이평교                   |                                                                 | 구례군                               | 국도 제19호선 구간 지방도 제861호선 구간                     |                                                            |
| 이평리                   | 용산로                                                          | 구례군                               | 국도 제19호선 구간 지방도 제861호선 구간                     |                                                            |
| 산동 교차로              | 용산로 지리산온천로                                             | 구례군                               | 국도 제19호선 구간 지방도 제861호선 구간                     |                                                            |
| (시랑 교차로)            | 지방도 제861호선 (고산로) 용산로 원촌길                         | 구례군                               | 국도 제19호선 구간 지방도 제861호선 구간                     |                                                            |
| 원촌 교차로              | 수락폭포로 용산로 원촌길                                        | 구례군                               | 국도 제19호선 구간                                           |                                                            |
| 현천교 연관교            |                                                                 | 구례군                               | 국도 제19호선 구간                                           |                                                            |
| 계척리                   | 용산로 계척길 원동길                                            | 구례군                               | 국도 제19호선 구간                                           |                                                            |
| 밤재터널                 |                                                                 | 구례군                               | 국도 제19호선 구간 남원 방면 연장 1,490m 구례 방면 연장 800m |                                                            |
| 밤재터널                 | 남원시                                                          | 주천면                               | 국도 제19호선 구간 남원 방면 연장 1,490m 구례 방면 연장 800m |                                                            |
| 장안 교차로 (장안육교)   | 남원시                                                          | 주천면                               | 국가지원지방도 제60호선 (쑥고개로) 중송길                    | 국도 제19호선 구간 양방향 진입 불가                        |
| 육모정 교차로 (안곡육교) | 남원시                                                          | 주천면                               | 국가지원지방도 제60호선 (정령치로) 지방도 제730호선 (원천로) | 국도 제19호선 구간 장안사거리와 연결                       |
| 용담교                   | 남원시                                                          | 주천면                               |                                                              | 국도 제19호선 구간                                         |
| 초동교                   | 남원시                                                          |                                      | 이백면                                                       | 국도 제19호선 구간                                         |
| 척동교                   | 남원시                                                          | 이백로                               | 이백면                                                       | 국도 제19호선 구간 남원 방면 진출 불가 구례 방면 진입 불가 |
| 요천교                   | 남원시                                                          |                                      | 이백면                                                       | 국도 제19호선 구간                                         |
| 요천교                   | 남원시                                                          | 도통동                               |                                                              | 국도 제19호선 구간                                         |
| 고죽 교차로 (점촌교)     | 남원시                                                          | 국도 제19호선 국도 제24호선 (요천로) |                                                              | 국도 제19호선 구간                                         |
| 88육교                   | 남원시                                                          |                                      |                                                              |                                                            |
| 광치 교차로 (광석교)     | 남원시                                                          | 호치길                               | 남원 방면 진입 불가 구례 방면 진출 불가                      |                                                            |
| 방자 교차로 (광치교)     | 남원시                                                          | 국도 제17호선 (서부로)               | 국도 제17호선 구간                                           |                                                            |
| 율치 교차로              | 남원시                                                          | 국도 제17호선 (춘향로)               | 국도 제17호선 구간                                           |                                                            |
| 춘향로와 직결            |                                                                 |                                      |                                                              |                                                            |